# The Coming of Post-Industrial Society
The Coming of Post-Industrial Society, först utgiven 1973 och sedan dess i nya upplagor, är en av den amerikanska samhällsvetaren Daniel Bells mest kända böcker. I boken identifierar Bell de strukturella förändringarna i USA vilka han menade banade väg för industrisamhällets omvandling till ett postindustriellt samhälle.